# Salt Lake City, Utah, and Its Surroundings
Salt Lake City, Utah, and Its Surroundings è un cortometraggio muto del 1912 diretto da J. Searle Dawley.

## Produzione
Il film - un documentario girato a Salt Lake City, nello Utah - fu prodotto dalla Edison Manufacturing Company.

## Distribuzione
Distribuito dalla General Film Company, il film - un cortometraggio di 150 metri - uscì nelle sale cinematografiche degli Stati Uniti il 12 novembre 1912.
Nelle proiezioni, veniva programmato con il sistema dello split reel, accorpato in un'unica bobina con un altro cortometraggio prodotto dalla Edison, la commedia Linked Together.